# HMS Monkshood (K207)
HMS Monkshood (K207) je bila korveta razreda flower Kraljeve vojne mornarice, ki je bila operativna med drugo svetovno vojno.

## Zgodovina
Ladjo so prodali leta 1947 in jo naslednje leto še enkrat prodali, nakar pa so jo preuredili v trgovsko ladjo in jo preimenovali v W.R. Strang. Še isto leto so ladjo prodali in jo tokrat preuredili v nosilko boj. Nato pa je bila še dvakrat prodana, pri čemer je bila preurejena v kitolovko. Leta 1965 so ladjo razrezali na Japonskem.